# جبل شحشبو
جبل شحشبو يقع في الجزء الغربي الشمالي من حماة وهو امتداد لجبل الزاوية يحدّه من الغرب منطقة الغاب ومن الجنوب مدينة أفاميا الأثرية وقلعة المضيق ومن الشمال جبل الزاوية ومن الشرق عدة قرى وبلدات . وتعتبر بلدة ترملا الواقعة شرقي الجبل بمثابة عاصمة تجارية لقرى جبل شحشبو وهي أكبر قرى الجبل والمنطقة الأكثر عددا بالنسبة للتحصيل العلمي
يتألف جبل شحشبو من مجتمع سكاني زاخر بالقدرات العقلية والفكرية عدد سكان هذا الجبل 68 ألف نسمة مجتمع معظمهم يسكنون القرى والمزارع وعملهم الأساسي الزراعة وتربية الحيوان إلى جانب الإهتمام بالتعليم وبخاصة في السنوات الأخيرة وذلك نتيجة للوعي السكاني المتنامي وانتشار المدارس مما أدى إلى إيجاد فئة من السكان المتعلمين وبدرجات علمية مختلفة وصولا إلى مرحلة الدراسات العليا والإجازات الجامعية.

## المستوى المعاشي
يعتمد سكان جبل شحشبو في معيشتهم على مردود الأراضي الزراعية من محاصيل وكذلك تربية الحيوانات .

## الناحية الأجتماعية
يتألف سكان جبل شحشبو من عدة فئات بشرية تنتشر بين القرى والمزارع وهي متقاربة من حيث العادات والتقاليد والأعراف الاجتماعية.
يتألف من قرى: ترملا،كرسعة، المستريحة، ميدان الغزال، كورة، الفقيع، أم الصير، الحساني، دير سنبل، قرة جرن، شهرناز، تل هواش، الحميرات، بعربو، حورتة، أم نير، جب سليمان، كوكبة، شورلين، راشا، كوكب، الديرونة، البويب، الزنكار .